# Tour (machine-outil)
Pour les articles homonymes, voir Tour.
Le tour est un mécanisme ou une machine-outil sur lequel on peut fixer une pièce que l'on veut faire tourner sur elle-même, selon un axe donné, pour la travailler,,,.

## Tour de potier

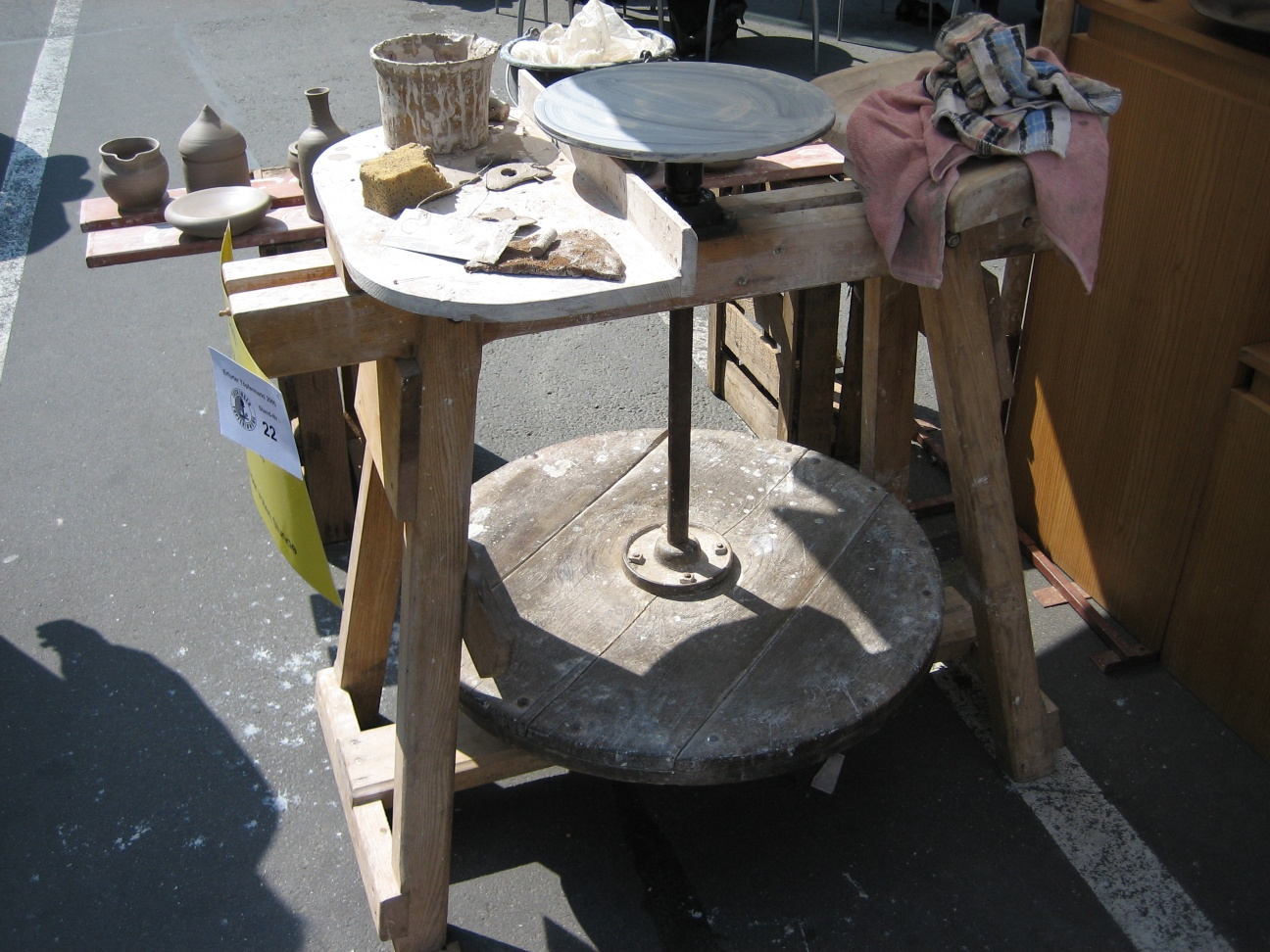
Tour de potier actionné par les pieds de l'artisan.

Il permet de façonner une poterie en faisant tourner l'objet travaillé sur un plateau horizontal. Le potier commande la rotation du tour avec le pied, et travaille la pièce avec les mains ou à l'aide d'un outil.
Traditionnellement, le tour est composé d'un support dans lequel passe un axe (arbre) vertical. L'axe a un plateau à chaque extrémité : la girelle (plateau du dessus) est l'endroit où est posée la terre glaise, et le plateau du dessous est un volant d'inertie mis en mouvement par une poussée des pieds.
Les tours modernes sont actionnés par un moteur électrique. Ils sont munis de dispositifs permettant de varier la vitesse de rotation de la girelle en fonction du travail à réaliser. Une rotation rapide pour le centrage initial de la motte d'argile, des vitesses plus lentes pour le tournage comme tel de la pièce ou pour son tournassage.

## Tour d'usinage

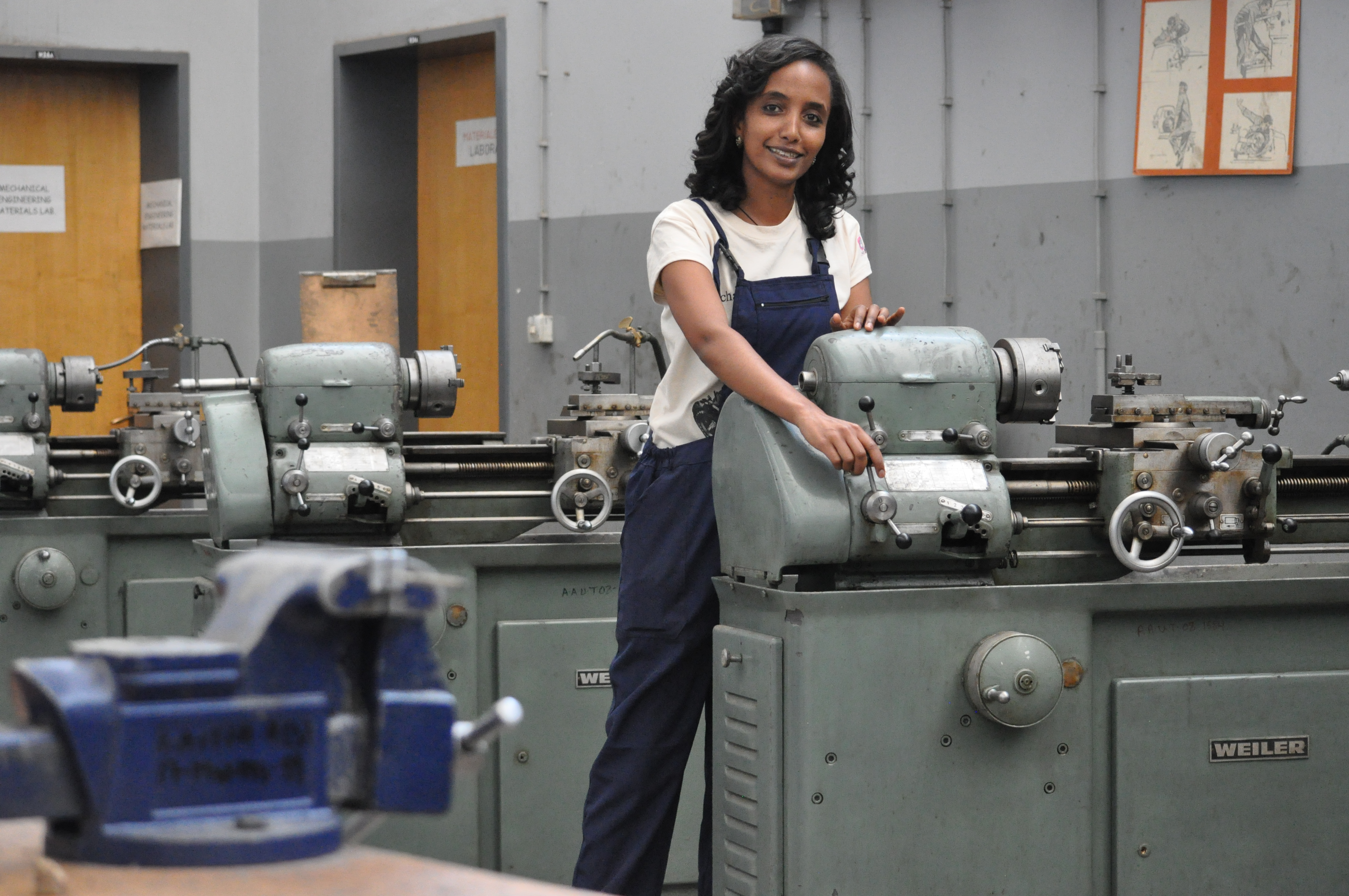
Jeune femme travaillant sur un tour dans une usine d'Éthiopie.

Le tour est une machine-outil permettant la production de pièces mécaniques par enlèvement de copeaux (usinage). Suivant sa conception, il permet un nombre varié d'opérations allant du tournage mécanique simple au polygonage.
Depuis le début, la technologie du tour n'a cessé d'évoluer :
- entraînement par poulies et courroie ;
- développement du harnais, permettant une plus grande variété de vitesses ;
- remplacement de la poulie étagée et harnais par des trains d'engrenages ;
- développement des machines à commandes numériques,

### Tour à bois

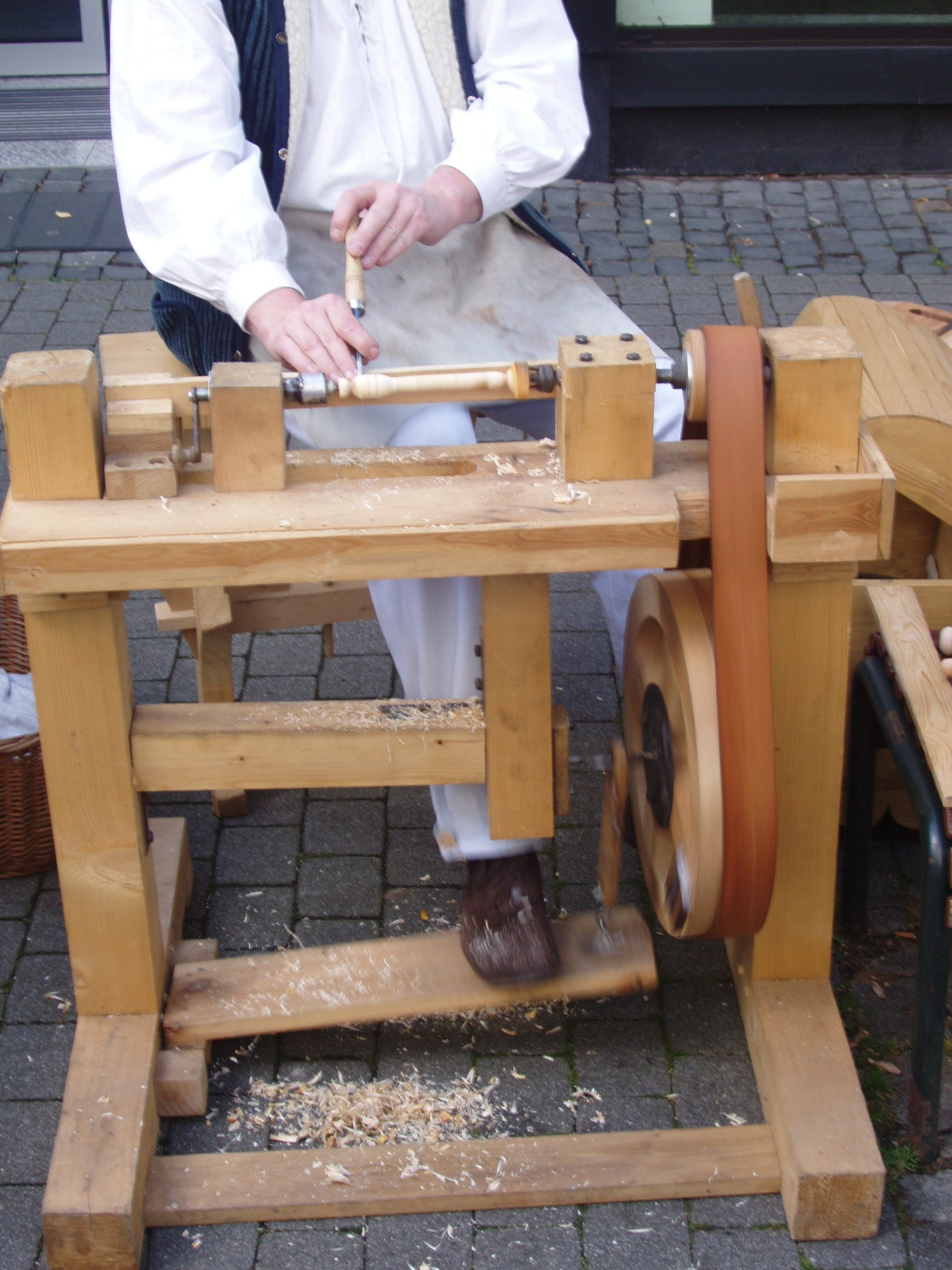
Tour à bois.

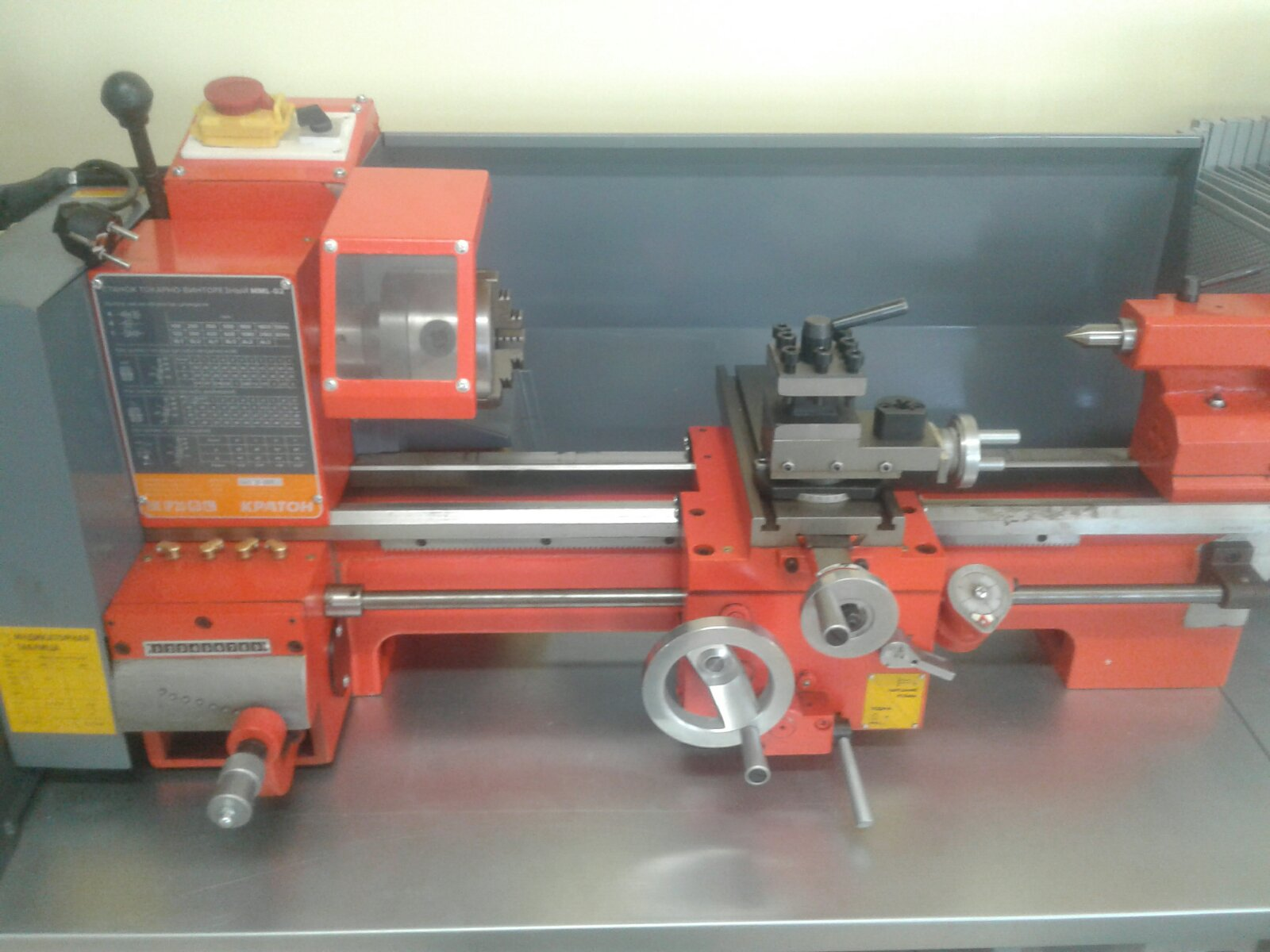
Tour à métaux dans un atelier scolaire.

Il permet de faire tourner une pièce de bois sur un axe longitudinal. La pièce est fixée à ses deux extrémités et mise en rotation par un moteur ou manuellement à l'aide d'une manivelle. On vient alors travailler la matière à l'aide d'outils coupants. Ce procédé de production est appelé tournage sur bois.
La technique d'un tour à bois est nettement plus simple que pour un tour métallique, de par la matière à usiner. Un simple étagement des vitesses de rotation, pas de système d'avance automatique, toutes les phases de chariotage (longitudinales, transversales et combinées) sont réalisées manuellement; ce qui demande de la part de l'opérateur une certaine habileté que seules les années de pratique permettent.
Le tour permet de travail entre pointes, le travail en l'air à partir d'un mandrin ou d'un plateau à trous.

### Tour verrier
Le tour verrier permet de faire tourner une pièce en verre autour de l'axe de rotation. La pièce est fixée à l’extrémité par des mors généralement en graphite. La pièce en verre est chauffée jusqu'à obtention d'une certaine malléabilité. La force centrifuge de rotation permet alors d'étendre la partie chauffée vers l'extérieur. Une pièce extérieure vient bloquer cette expansion et contraindre la pièce à adopter la forme requise.

### Tour d'outilleur
Le tour d'outilleur est une machine de construction soignée destinée à produire des pièces à l'unité ou en petite série. C'est le côté universel qui est donc privilégié et non la recherche de productivité.
En fait c'est le tour conventionnel dans sa version la plus aboutie qui va permettre à un ouvrier qualifié (le tourneur outilleur) d'usiner les pièces les plus complexes. Les critères de choix seront une gamme de vitesses de broche étendue et bien étagée ainsi qu'un grand choix de vitesses d'avance afin de pouvoir réaliser tous les filetages possibles que ce soit en métrique ou en pouces, voire de réaliser des pas au module (vis sans fin). Ces machines disposent également de butées réglables facilement sur les mouvements d'avance automatique, de réglages micrométriques pour la course des outils. Un changement facile des outils est également prévu ainsi que des translations rapides. Le plus souvent un mandrin trois mors concentriques, un plateau quatre mors indépendants et une lunette couvriront tous les besoins de montage des pièces. Parfois, aussi, un copieur hydraulique permettra d'obtenir les formes les plus compliquées.
On rencontre fréquemment des machines de ce type de plus de trente ans encore en production. Toutefois, concurrencées par les modèles à commande numérique, elles tendent à disparaître des usines.

### Tour parallèle
Le tour parallèle a un axe horizontal. Comme ses semblables, celui-ci fait tourner une pièce afin d'obtenir une pièce finie cylindrique (si usinée longitudinalement). Sinon, il est possible de dresser une pièce (usiner le bout de la pièce) pour atteindre un meilleur degré de précision ou un meilleur fini.

### Tour parallèle à banc rompu
Ce genre de tour présente la même technologie que le tour parallèle.
Le tour à banc (glissières parallèles permettant le déplacement de l'outil) rompu est un tour traditionnel dans lequel le banc est coupé sous le mandrin ce qui permet de fixer des pièces dont le rayon est supérieur à la distance entre l'axe du mandrin et les bancs.
Son fonctionnement et ses équipements sont les mêmes que sur un tour normal.

### Tour revolver
Le tour revolver ou tour à tourelle revolver est conçu pour usiner des pièces prises dans une barre ou reprises sur plateau après un précédent usinage
L’emploi de ce type de tour est réservé pour l’usinage de série de pièces dont le temps d’exécution sera plus court que sur un tour conventionnel en dépit du nombre de réglages et du temps de préparation. Son emploi est également limité à un certain diamètre de pièce.

### Tour frontal (ou tour en l'air)
Sur les petites machines, les avantages sont :
- usinage de haute précision ;
- réglage rapide ;
- faible encombrement au sol ;
- broche à serrage en pince tirée, poussée, ou mandrin ;
- le nez de broche trempé et rectifié accepte une large gamme d'outillages de broches (expansible - pince cloche - tasseaux...).

Sur grosse machine : banc très court, pas de poupée mobile, usinage de pièces de grand diamètre ne nécessitant pas l'usage d'un tour vertical, prise des pièces en plateau à trous ou en mandrin, le plus souvent à quatre mors indépendants.

### Tour vertical
Le tour vertical est un tour dont l'axe est vertical et non horizontal. Plus généralement utilisé dans la grosse industrie, il permet d'usiner des pièces de grand diamètre en évitant la flexion due au poids des pièces et de gagner de la place dans un atelier. Le montage et le réglage de la pièce étant souvent difficile, certains tours verticaux permettent d'exécuter des phases de pointage, perçage et fraisage.
(en développement)
Exemple de machine en utilisant ce lien : .

### Tour semi-automatique et automatique
Le tour automatique est également appelé décolleteuse. Le procédé de production de ces machines est appelé décolletage.

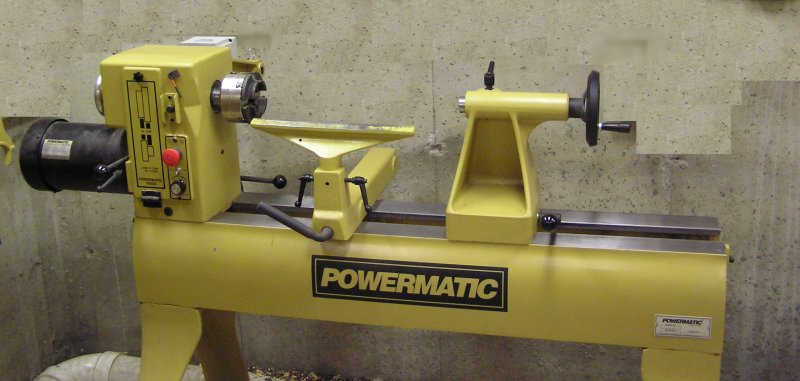
Tour à bois.
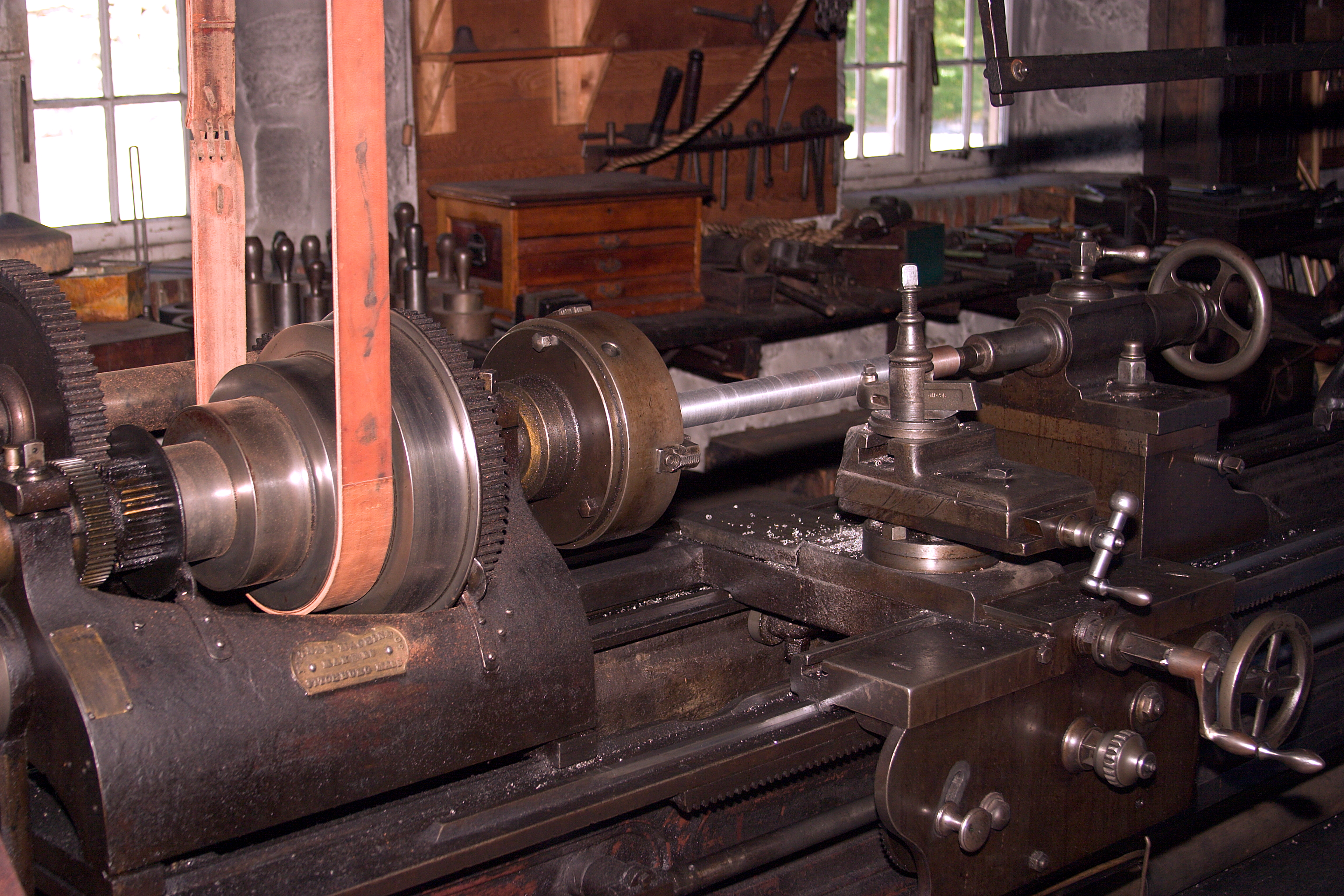
Ancien tour à courroie.
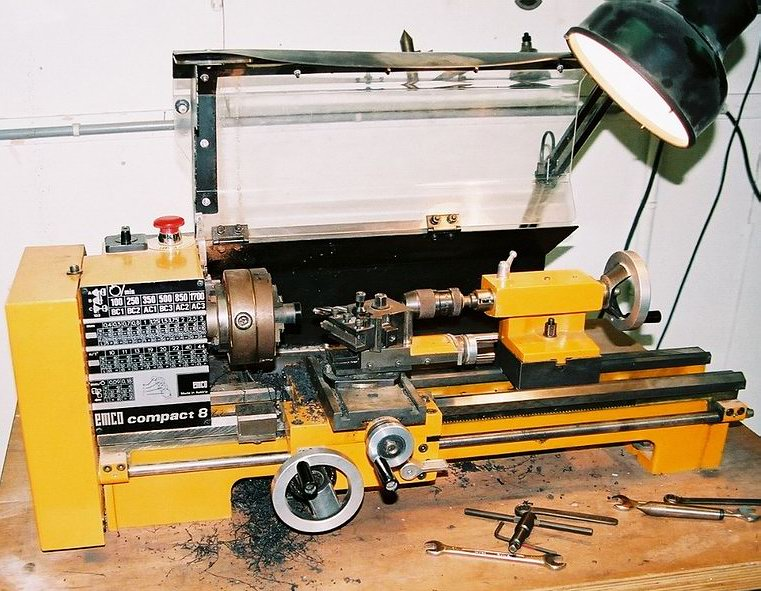
Petit tour d’établi (tour d’outilleur).
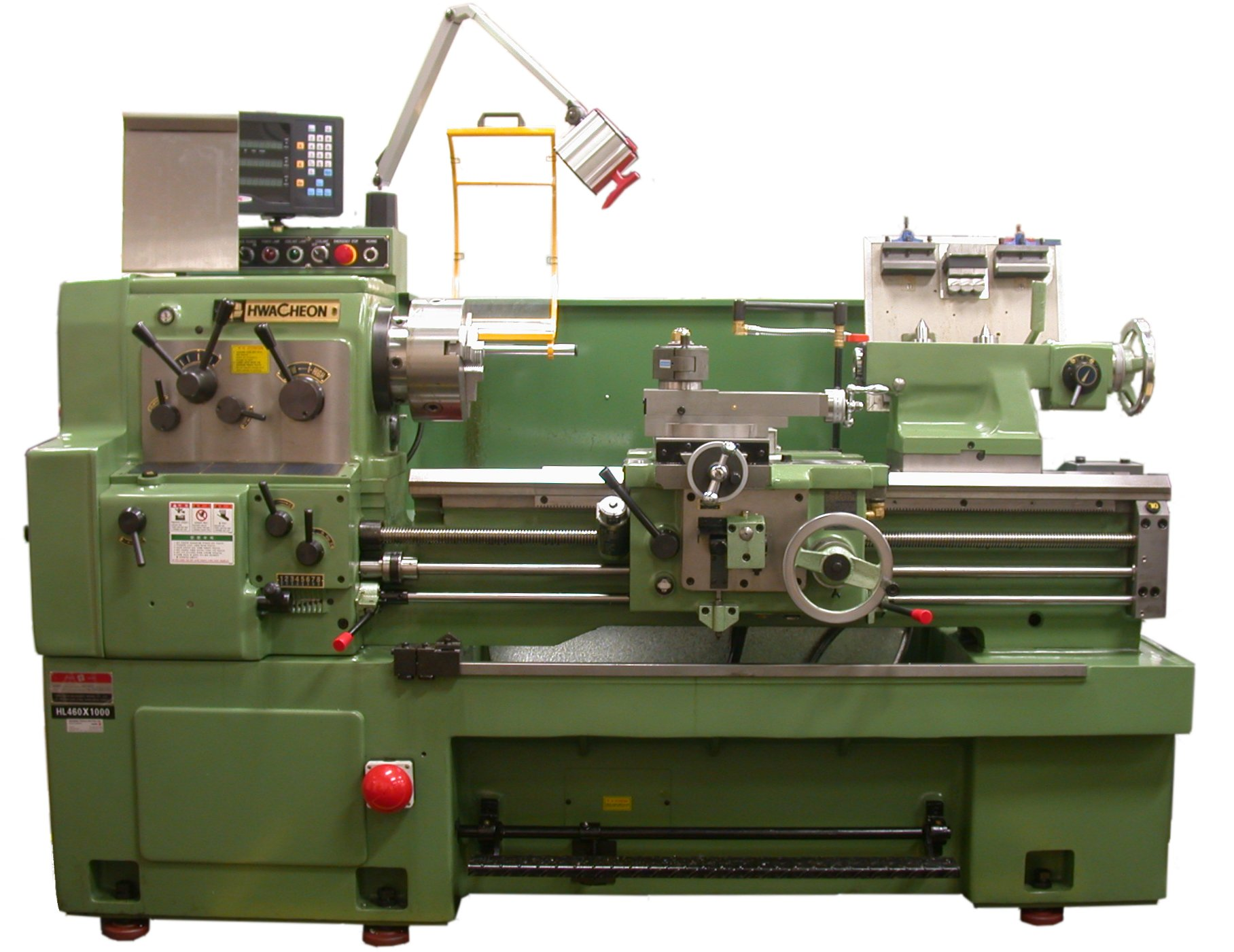
Tour parallèle moderne.
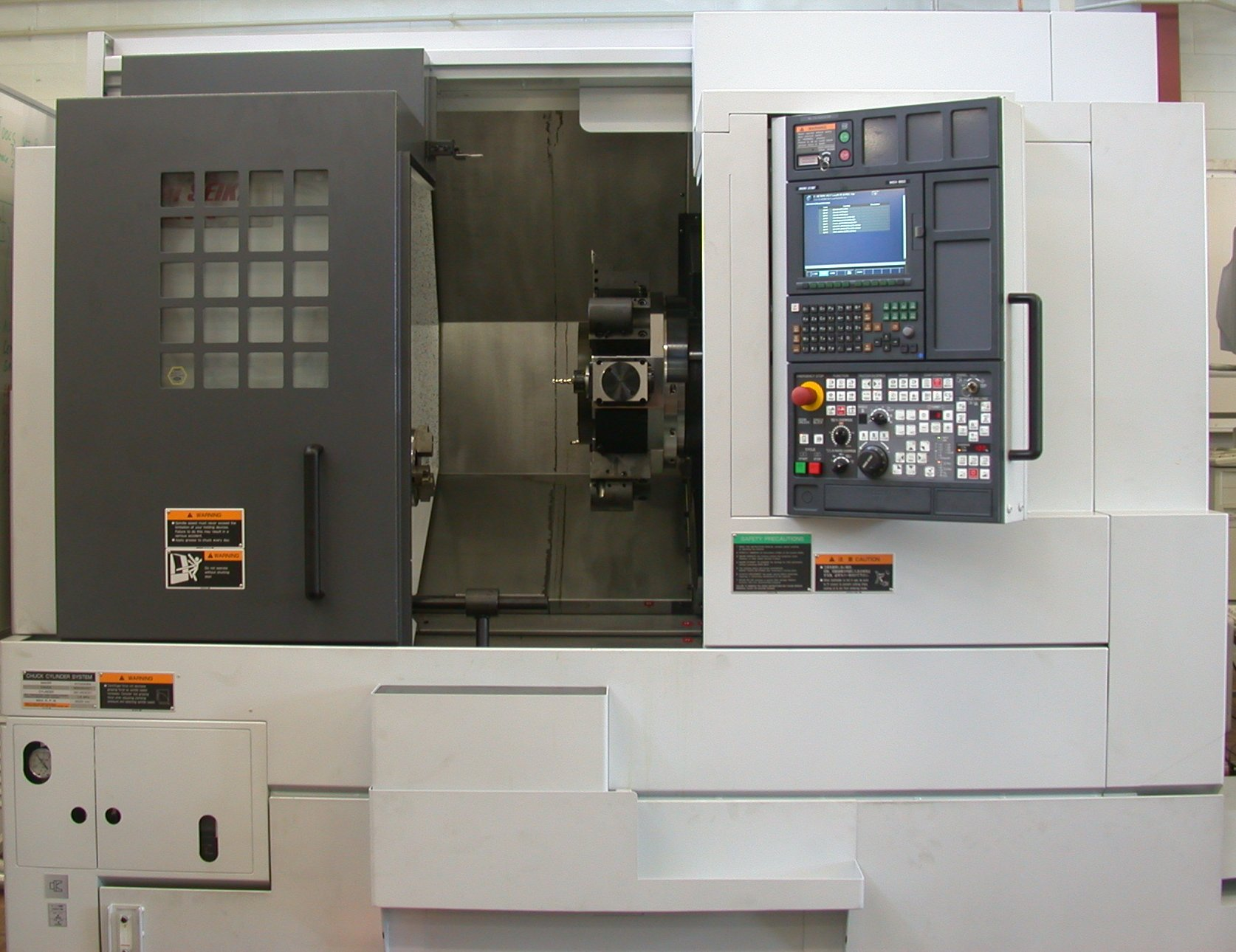
Tour à commandes numériques.
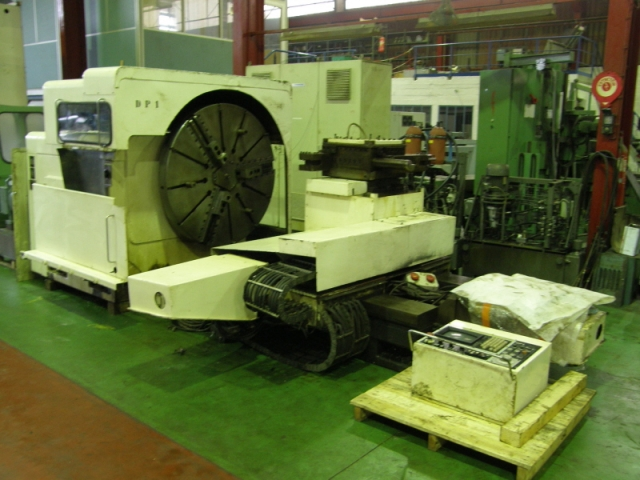
Tour frontal.
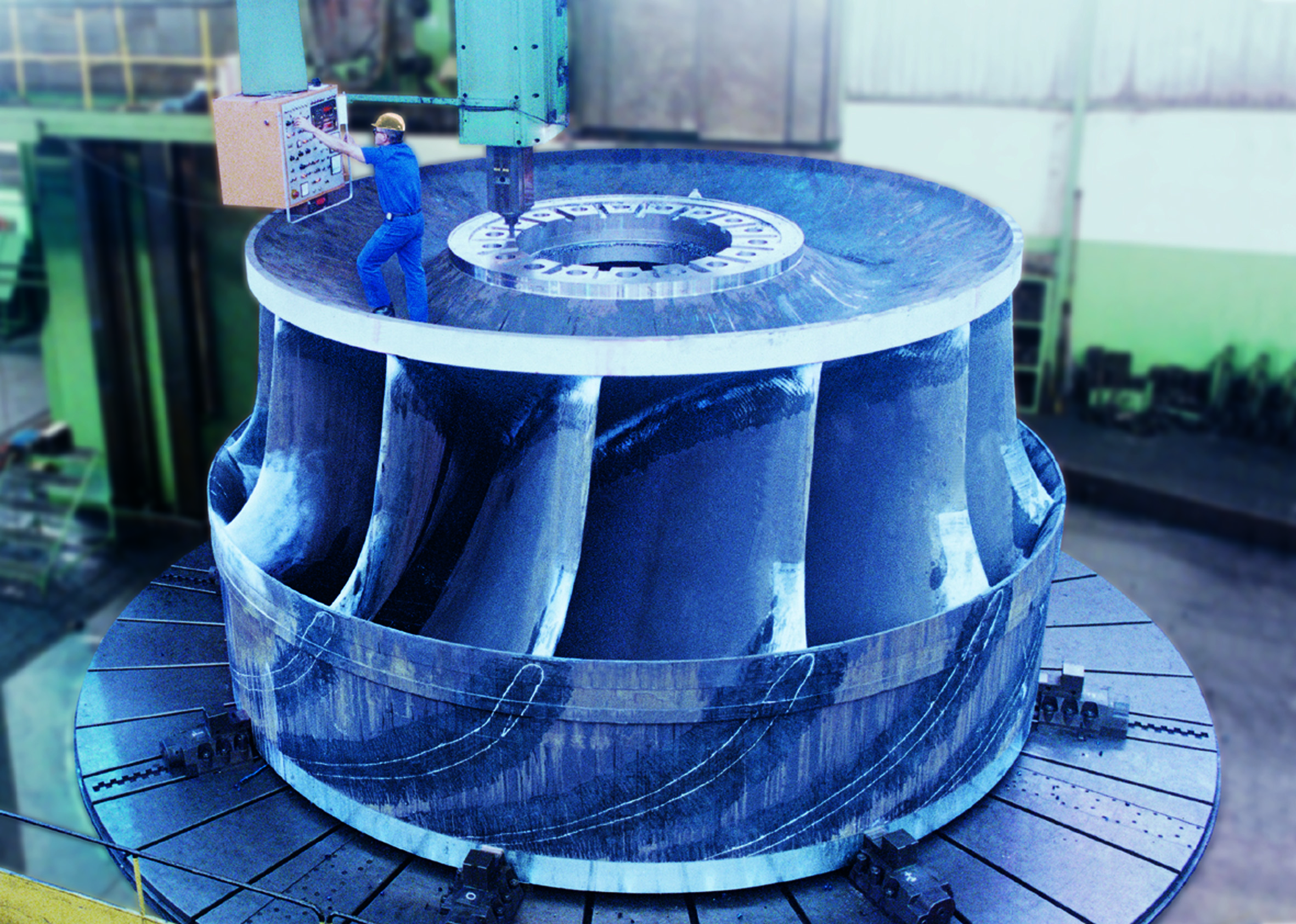
Tour vertical (usinage d’une turbine hydraulique).
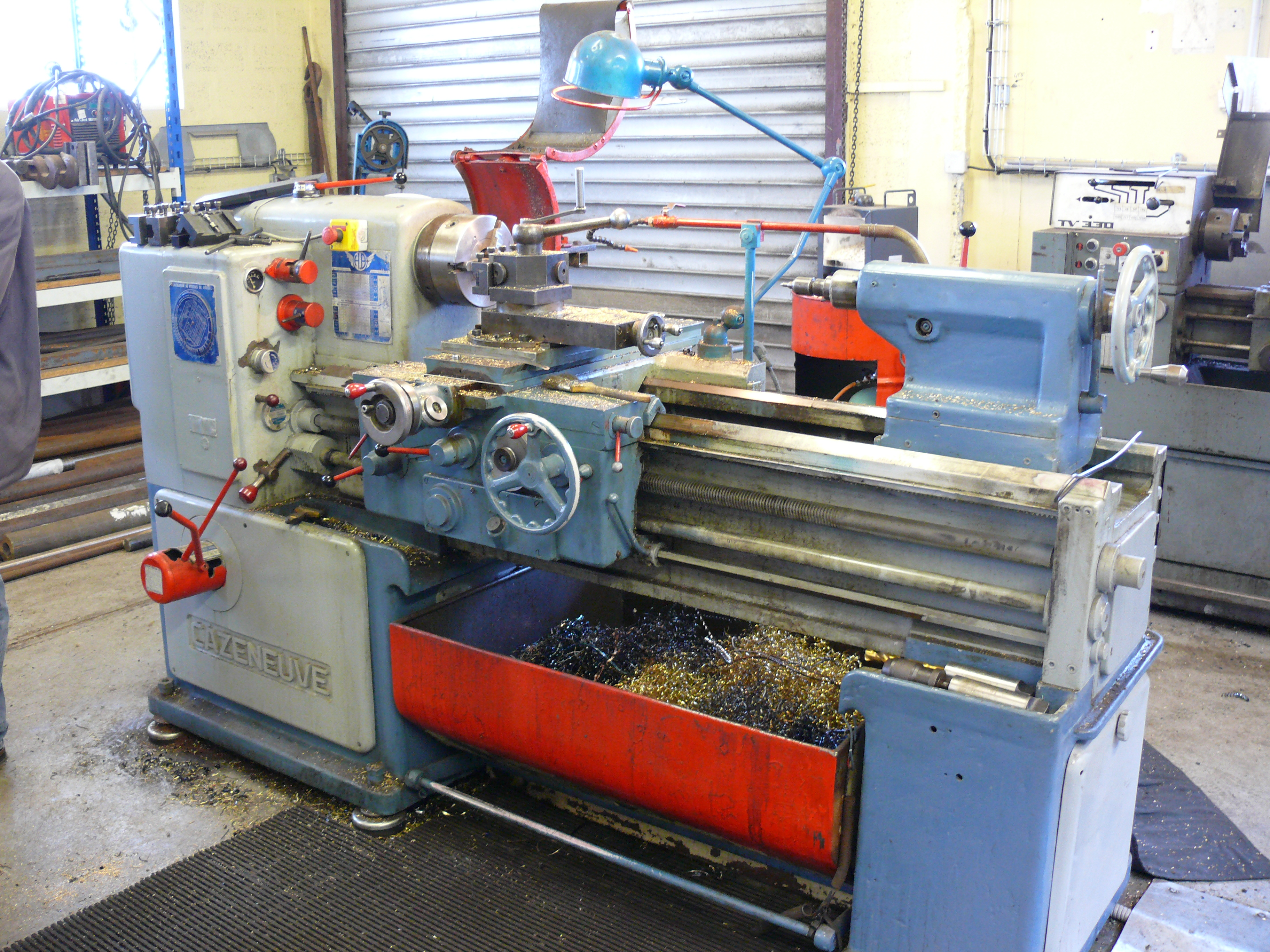
Tour Cazeneuve de l'atelier du CFBS.
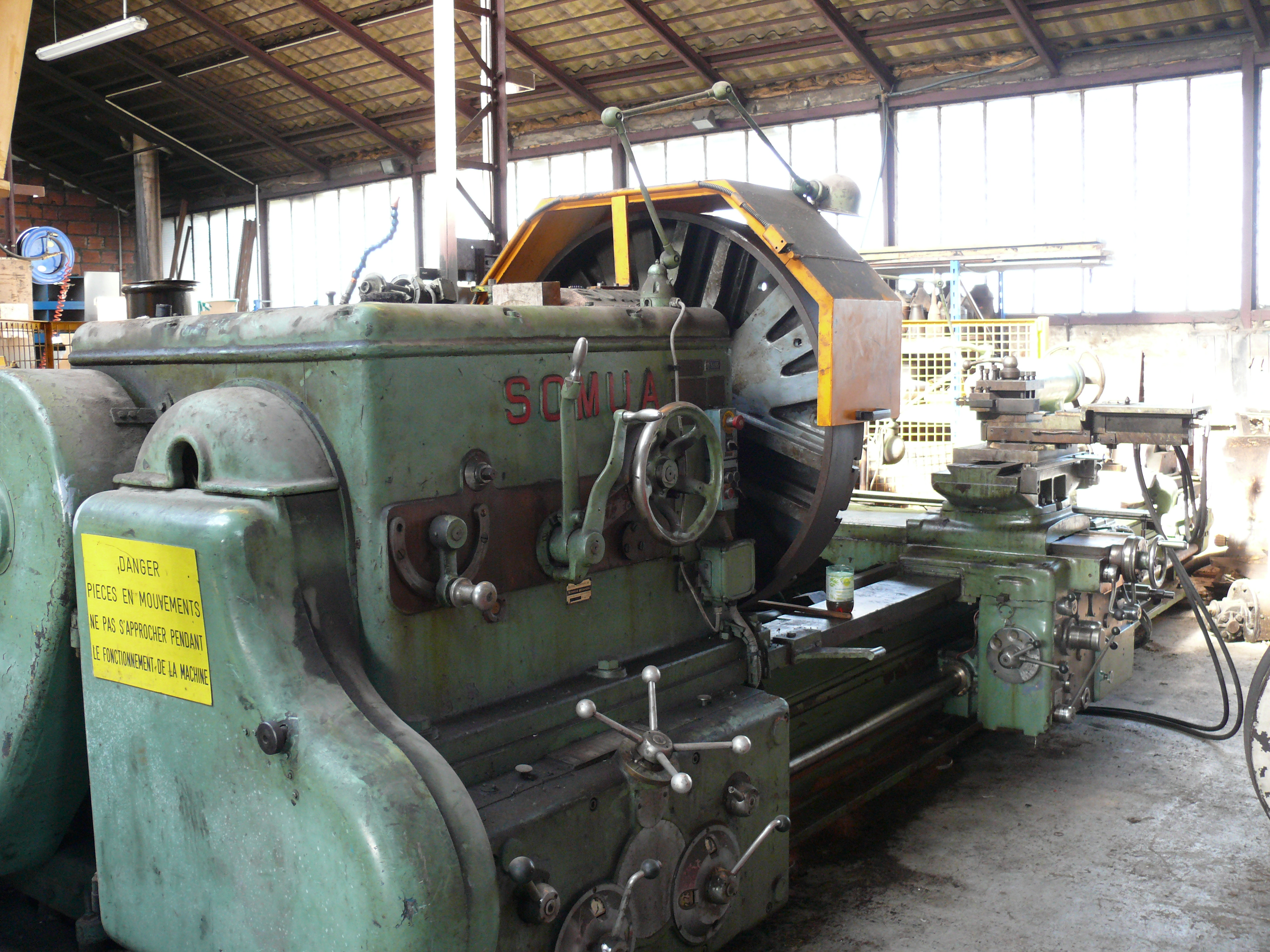
Tour à essieux de locomotive à vapeur fabriqué par SOMUA, dans l'atelier du CFBS.

## Histoire du tour d'ornement

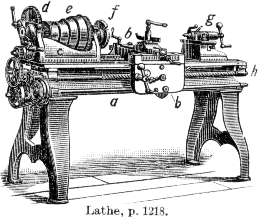
Un tour de 1911. Type de machine-outil utilisée pour fabriquer d'autres machines.

La noblesse raffolait des « tournages » et en fabriquait elle-même, comme Louis XVI, la serrurerie et la ferronnerie dans l’atelier qu’il s’était fait aménager à Versailles. On peut admirer le tour construit en 1780 par Louis XVI au Musée des Arts et Métiers de Paris. Le XVIIIe siècle attache un grand intérêt aux « arts mécaniques ». L’Encyclopédie leur consacre la majeure partie de ses planches, qui constituent à cet égard un document incomparable. Autant que les savants, les souverains encouragent les bons artisans. Le tournage était un passe-temps de nobles, ils sponsorisaient des tourneurs pour leur avancer le travail, puis ils se cachaient pour réaliser en secret les pièces les plus complexes. À titre d’exemple, Louis XV (1710-1774) reçut à partir de l’âge de raison (1717) une éducation intellectuelle autant que manuelle : en 1717, il apprit un peu de typographie, et en 1721, il s'initia à tourner le bois. Ces tours servaient à la formation des aristocrates appelés à exercer le pouvoir ou des commandements parce que cette pratique exigeait une extrême rigueur, précision, discipline. Le tsar Pierre le Grand était aussi un passionné de l’art du tour qu’il pratiquait lui-même. On retient même qu’il fut un des meilleurs tourneurs de son époque. Lors de sa visite à Louis XV en 1717 à Versailles, à la suite de sa cure à Spa, il donnera à l’Académie des sciences de Paris un tour à portrait d’Andrej Konstatinowitsch Nartow.
« …P.-C. Hulot, fils de l’auteur de L’Art du Tourneur-Mécanicien se rendit en Angleterre vers 1766 ; il y fut accueilli avec distinction par George III qui lui commanda un Tour à guillocher et un Tour à portraits. […] En 1740, le roi d’Espagne, Philippe V, alors Monarque des Deux-Siciles, accorda de grands privilèges à l’Israélite Bincher, qui avoit fait pour ce Prince un Tour portatif, aussi solide que peu compliqué… ». Dans l’ouvrage Le Manuel du Tourneur, L.E. Bergeron, qui sortira à Paris en 1784 on trouvera même la liste des nobles de France acquis à cette passion.
Lorsque Gustave III, roi de Suède et prince de Finlande, séjourna à Spa en 1773 ?, il alla rendre visite au fameux tourneur, Lambert Xhrouet ; celui-ci tourna devant le souverain, en un instant, dans un bloc de glace, une coupe à champagne admirablement ciselée, dans laquelle le roi but à la santé de l’habile artisan. Lambert Xhrouet est appelé par toutes les cours d’Europe. Il passe six mois de 1748 à Vienne à la cour de l’empereur François Ier où il lui donne des leçons de tour. Il est appelé plusieurs fois par le duc Charles de Lorraine à Bruxelles et les margraves de Bayreuth après l’avoir vu travailler à Spa. Il est nommé tourneur de Louis-Philippe Ier, duc d’Orléans, à Paris et fait, à Versailles, écuyer de la reine de France, Marie Leszczyńska, fille du roi de Pologne.
Ces pièces d’ornements rejoignaient généralement les cabinets de curiosités de l’époque où dans une ou plusieurs pièces de leur hôtel particulier, les aristocrates présentaient des objets intrigants, des pierres, coquillages, horloges, baromètres ou microscopes démontrant les beautés de la nature et des sciences. Les tournages d'ornements étaient rangés sous la catégorie « artificialia », qui regroupe les objets créés ou modifiés par l'Homme (antiquités, œuvres d'art). « M. le baron de Watteville passait sa vie dans un riche atelier de tourneur, il tournait ! Comme complément à cette existence, il s'était donné la fantaisie des collections des petites choses. Il amassait les coquillages, les insectes et les fragments géologiques… ».

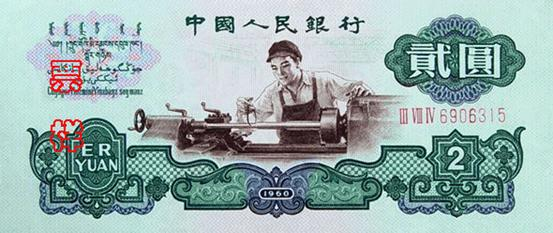
Tour représenté sur un billet de la troisième série de Yuan Renminbi.

Dans les « Nouveaux Amusements de Spa » publiés en 1763, on peut lire :
« Le Tour excelle à Spa au-dessus les autres professions. On y fait quantité de beaux ouvrages en ivoire, en écaille, en nacre de perles, percés à jour, des étuis, des tabatières, des portraits, des pyramides, etc. Il y a plusieurs tourneurs de profession ; mais il n’y en a qu’un, qui puisse fixer l’attention des curieux. C’est le Sr. Xhrouet, à l’Hôtel de Lorraine ; il excelle dans cet art et il l’exerce avec une dextérité, qui charme les connoisseurs. Il ne vient presque personne à Spa, qui ne soit curieux de voir de ses ouvrages et qui ne veuille en emporter quelque pièce. Le Comte l’avoit visité souvent et y avait conduit les Dames (auxquelles cet habile tourneur avait montré quantité de petits ouvrages, qui étoient autant de petits chefs-d’œuvre, dont on ne pouvoit presque discerner toutes les parties qu’à l’aide d’un microscope. Il leur avait fait voir entr’autres une petite table avec six tasses, leurs souscoupes, la théière et le succrier, qui se renfermoient dans un petit œuf d’yvoir, qui n’étoit pas plus gros qu’un pois. Madame la Marquise de… l’avoit trouvé très curieux ; elle en avait paru enchanté et le Comte lui en avoit fait la galenterie.
Il leur avoit fait voir encore une pyramide d’une délicatesse admirable ; elle étoit surmonté d’un globe, qui n’a qu’une ouverture assez petite, dans lequel il avoit tourné une boîte à portraits de trois pièces, dont le diamètre occupe toute la capacité intérieure, et la boîte étoit tournée en petits goderons et d’autres figures, qui rendent cette pièce plus difficile et plus curieuse, que celles, qui avoient paru dans le même genre. Ainsi, cet habile artiste s’est acquis une réputation distinguée, qui lui a mérité l’honneur d’être appelé avec ses tours, en diverses cours […] Ces distinctions sont des bons garans de sa supériorité dans cet art et du goût des étrangers, qui lui rendent visite à Spa ».
Le « Maître d'art 2005 », tourneur sur ivoire, Pierre Meyer, nous explique sa démarche similaire : « Il n’y a ni geste, ni outil de prédilection dans mon métier mais il y a une particularité : on forge notre outil en fonction de ce que l’on a à faire. On fabrique notre outillage […] J’ai consulté un livre de 1747, Le plumier, écrit par un moine, le père plumier, qui traite des tournages spécifiques. Cela m'a passionné. Il y est expliqué grosso modo (car, à l'époque, tout était encore secret) comment fonctionnaient les tours à ivoire avec des descriptions et des planches de dessins. C'est à partir de ces planches que j'ai entièrement recréé un tour de cette époque, capable de réparer des pièces réalisées au XVIIIe en les tournant à l'identique ».
Le tournage d’art sur bois, lui, semble avoir pris récemment et internationalement une nouvelle vigueur si l’on se réfère à l’organisation régulière des journées mondiales du tournage d’art, à l’existence de diverses associations nationales de tourneurs d’art, aux multiples stages de formation offerts dans le monde, au Centre international de tournage sur bois de Philadelphie (États-Unis), à des bourses internationales de perfectionnement, etc.
Les ouvrages en français d'histoire sur le tournage sont inexistants ou presque, quelques livres citent parfois en préambule l'ancienneté de la profession, publient une ou plusieurs illustrations originales, rarement plus. La bibliographie étrangère (Angleterre, Allemagne, États-Unis) est beaucoup plus riche à tous les points de vue, du fait même de l'importance culturelle du tournage dans ces pays.